# Vugar Alakbarov
Vugar Alakbarov (n. 5 ianuarie 1981, Mingəçevir, Republica Sovietică Socialistă Azerbaidjană, URSS) este un boxer ce a reprezentat Azerbaidjan, medaliat olimpic. A participat la două ediții ale Jocurilor Olimpice (2000, 2004) în care a câștigat o medalie de bronz.